# Syndrom uzamčení
Syndrom uzamčení (anglicky: Locked-in syndrome), i v češtině běžně Locked-in syndrom, je stav vážné poruchy mozku, při které u pacienta dojde ke kompletní paralýze všech vůlí ovlivnitelných svalů (příčně pruhovaná svalovina) s výjimkou většiny okohybných svalů (hybnost očních víček a očních bulbů). Jediný okohybný sval, který je také postižen, je postranní přímý sval oční (m. rectus lateralis), jelikož je inervován jiným nervem než ostatní okohybné svaly (odtahovacím nervem). Pacient se tedy není schopný hýbat (kvadruplegie) a verbálně komunikovat, zároveň je však při vědomí a je schopen myslet, slyšet, vnímat, rozumět a pamatovat si. Jediným způsobem komunikace je mrkání očními víčky (např. 1× mrknutí = ne, 2× mrknutí = ano). U celkového syndromu uzamčení dochází k paralýze i očních svalů. Syndrom uzamčení je důsledkem léze mozkového kmene, při kterém je poškozená ventrální část Varolova mostu (k jejímu poškození může dojít i v důsledku infarktu varolova mostu). Ve francouzštině pro tuto nemoc existuje název maladie de l'emmuré vivant, což doslovně znamená „choroba zazdění zaživa.“
Název této nemoci byl poprvé použit v roce 1966 Plumem a Posnerem.

## Kultura
V roce 2007 byl o příběhu muže postiženého syndromem uzamčení natočen francouzsko-americký film Skafandr a motýl (Le Scaphandre et le papillon). Film je adaptací stejnojmenné autobiografické knihy od Jean-Dominique Baubyho.